# Nikki
Nikki je grad u Beninu. Nalazi se u departmanu Borgou, 15 km od granice s Nigerijom.
Grad leži u savani, u prijelaznoj zoni između tropske suhe i tropske vlažne klime, nalik onoj u južnom Sudanu.
Prema popisu iz 2002. godine, Nikki je imao 45.571 stanovnika.

## Vanjske poveznice

### Ostali projekti
|  | Zajednički poslužitelj ima još gradiva o temi Nikki, Benin |